# شيموس مارتن
شيموس مارتن (بالإنجليزية: Seamus Martin)‏ هو رئيس تحرير صحيفة أيرلندي، ولد في 1942.